# Chef d'état-major de l'Armée de terre
De manière générale, le chef d'état-major de l'Armée de terre ou tout simplement le chef d'état-major de l'Armée est l'officier occupant le poste le plus élevé d'une armée de terre.

## Chef d'état-major de l'Armée canadienne
Le commandant de l'Armée canadienne porte également le titre de « chef d'état-major de l'Armée ».